# Bronisław Piłsudski

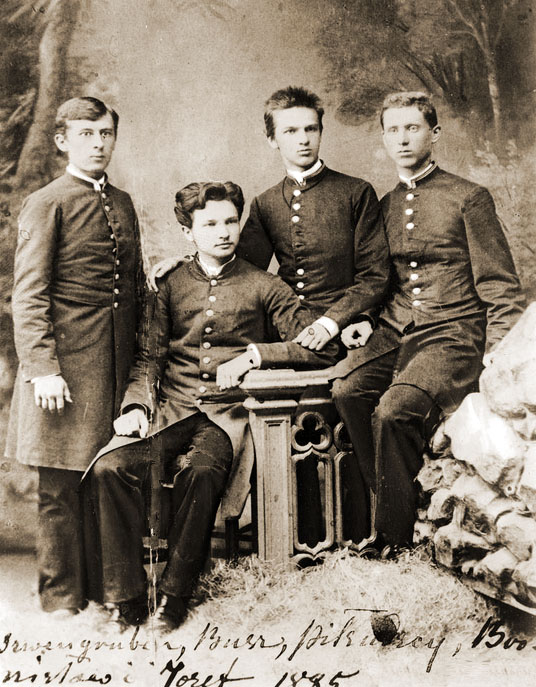
Bronisław (drugi z lewej) i Józef (trzeci) Piłsudscy, 1885. Kółko samokształceniowe Spójnia w gimnazjum wileńskim

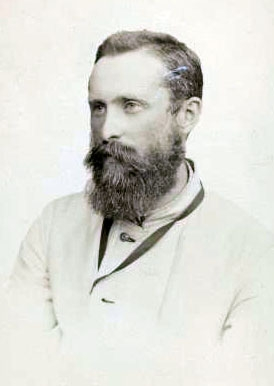
Bronisław Piłsudski

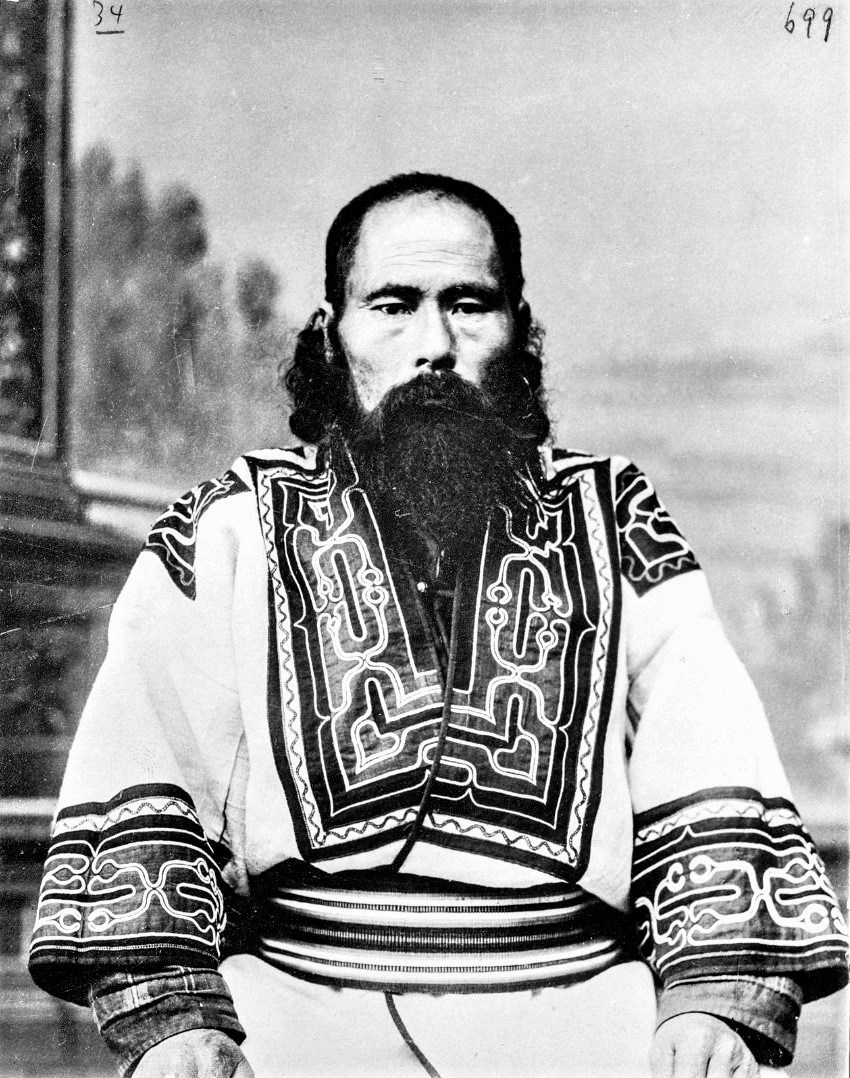
Ainu z Sachalinu, zdjęcie wykonane przez Bronisława Piłsudskiego, ok. 1905 r.

Bronisław Piotr Piłsudski (ur. 2 listopada 1866 w Zułowie, zm. 17 maja 1918 w Paryżu) – polski zesłaniec, etnograf, zajmujący się ludami i kulturami Dalekiego Wschodu, głównie ludem Ajnów, który obserwował na Sachalinie, a później na wyspie Hokkaido. Był bratem Józefa, Adama, Jana i Kazimierza.

## Życiorys
Od 1874 mieszkał w Wilnie, gdzie 3 lata później wstąpił do gimnazjum. Razem z bratem Józefem organizowali kółko samokształceniowe Spójnia. Po śmierci matki (1884) w 1886 wyjechał do Petersburga, gdzie zdał egzamin na bakałarza i wstąpił na Wydział Prawa miejscowego uniwersytetu.
W 1887 został wciągnięty w przygotowania Woli Ludu do zamachu na cesarza Aleksandra III. Wśród zamachowców znajdował się między innymi Aleksander Uljanow (starszy brat Włodzimierza, znanego potem jako Lenin), po procesie stracony. Po dekonspiracji spisku Bronisław (którego podczas przesłuchań wydał Michał Kanczer) został skazany na karę śmierci, zamienioną na 15 lat katorgi i zesłany na wyspę Sachalin. Na Sachalinie w 1891 poznał Lwa Sternberga, znanego już etnografa, który także przebywał na zesłaniu. W 1896 ukazała się jego praca o obserwacjach klimatycznych. Został wówczas wysłany z misją meteorologiczną na południową część wyspy, gdzie zetknął się z Ajnami.
Po 10 latach zesłania reszta wyroku została zamieniona na nakaz osiedlenia się bez prawa opuszczania rosyjskiego Dalekiego Wschodu. Trzy lata później otrzymał od cesarskiej akademii nauk propozycję udania się na badania kultury Ajnów, Gilaków (Niwchów), Oroków i Mangunów na Sachalinie. W tym samym roku osiedlił się – już jako wolny człowiek – w wiosce Ai, gdzie ożenił się z Shinhinchou (Chuusamma, Ciuusamma), krewną wodza Bafunke Kimury, która urodziła ich syna o imieniu Sukezō i córkę Kyō.
W 1903 wraz z innym zesłańcem, pisarzem Wacławem Sieroszewskim, udał się na badania kultury Ajnów na wyspie Hokkaido. Jednym z efektów jego pracy są unikatowe nagrania dźwiękowe zarejestrowane na 100 wałkach woskowych. Na początku lat 80. XX w. wałki te zostały wypożyczone z Polski przez Japończyków, a firma SONY skonstruowała specjalny laserowy odpowiednik urządzenia do ich odczytu (fonografu Edisona), dzięki któremu udało się po wielu latach znów usłyszeć zapisane na nich dźwięki. Są to jedyne znane nagrania języka Ajnów z tamtego okresu.
Jego dorobkiem jest stworzenie słowników, w których przetłumaczył ponad 10 tys. słów z języka ainu, 6 tys. z języka gilackiego oraz 2 tys. z języka orockiego i języka Mangunów, oraz bogate opisy ich kultury i obyczajów, w tym także kultury muzycznej, spisał wiele podań i legend tych kultur oraz wykonał ok. 300 fotografii, na których utrwalał głównie typy mieszkających tam ludzi. Utrwalił fonograficznie pieśni i mowę Ajnów, w swej pracy posługiwał się też kamerą filmową. Spuścizna rękopiśmienna i fotograficzna Bronisława Piłsudskiego znajduje się w Zbiorach Specjalnych Biblioteki Naukowej PAU i PAN w Krakowie.
Po zakończeniu wojny rosyjsko-japońskiej w 1906 wyjechał do Japonii, gdzie zaprzyjaźnił się z japońskim pisarzem i poetą Shimeiem Futabateiem. Efektem tej znajomości było zawiązanie Towarzystwa Japońsko-Polskiego i pierwszej wymiany kulturalnej pomiędzy oboma krajami. Do jego przyjaciół i współpracowników należeli także polityk Shigenobu Ōkuma, antropolog i etnolog Ryūzō Torii oraz działacz socjalistyczny Sen Katayama. Shimei Futabatei wspominał, że Piłsudski był dla niego dziwakiem o dobrym sercu i niewinności dziecka, który na każdym kroku z ekscytacją podkreślał, że musi zrobić coś by pomóc Ainu, że to jego przeznaczenie – i to mimo faktu, że nie miał grosza przy duszy.
Do Europy przybył przez Stany Zjednoczone w 1906 i zamieszkał w Krakowie. Później przeprowadził się do Zakopanego i prowadził badania etnograficzne Podhala. Po wybuchu I wojny światowej wyjechał do Szwajcarii, włączając się w nurt działalności niepodległościowej. Pod koniec 1917 wyjechał do Paryża, gdzie w 1918 utonął w Sekwanie. Podejrzewa się, że była to śmierć samobójcza, związana z depresją, zdiagnozowaną przez dr. Józefa Babińskiego.
Uroczystości pogrzebowe odbyły się 29 maja 1918 na cmentarzu Les Champeaux w Montmorency pod Paryżem, gdzie do dziś znajduje się grób Bronisława Piłsudskiego.

## Potomkowie
Synem Sukezō Kimury (jap. 木村 助造, Kimura Sukezō) (ur. 14.02.1903 na Sachalinie, zm. 5.06.1971 w mieście Furano na Hokkaido) był Kazuyasu Kimura (jap. 木村 和保, Kimura Kazuyasu). Wnuk Bronisława Piłsudskiego Kazuyasu Kimura mieszkał i pracował w Japonii, posiadał firmę FC Engineering w Jokohamie. Zmarł 17 grudnia 2022. Miał żonę, trzy córki (najstarsza córka ma na imię Kanako).
Obecnie w Japonii mieszka kilkanaścioro potomków Bronisława Piłsudskiego. Potomkowie Kyō Kimury mieszkają na Hokkaido, potomkowie Sukezō Kimury mieszkają w Jokohamie.

## Dzieła
Pomnikowa edycja dzieł zebranych Bronisława Piłsudskiego jest realizowana przez prestiżowe w skali globalnej wydawnictwo naukowe de Gruyter Mouton od 1998, dotychczas ukazały się jej cztery tomy w języku angielskim o objętości ponad 4000 stron:
- The Collected Works of Bronisław Piłsudski. Volume 1, The Aborigines of Sakhalin[12], 1998, Ss. xvii + 792,
- Volume 2, Materials for the Study of the Ainu Language and Folklore (Cracow 1912). 1998. Ss. xiv + 872. Berlin-New York: Mouton de Gruyter,
- Volume 3, Materials for the Study of the Ainu Language and Folklore 2[13], reconstructed, translated, and edited by Alfred F. Majewicz, with the assistance of Elżbieta Majewicz. 2004. Ss. xi + 913. Berlin-New York: Mouton de Gruyter. [with the assistance of Larysa V. Ozoliņa, Mikhail D. Simonov, Tatyana Bulgakova, Elżbieta Majewicz, Tatyana P. Roon, Tomasz Wicherkiewicz & Werner Winter],
- Volume 4. Materials for the Study of Tungusic Languages and Folklore. 2011. Ss. xv + 1397. Berlin-Boston: de Gruyter Mouton.

### w języku polskim
- Muzeum Tatrzańskie im. T. Chałubińskiego w Zakopanem. Zadania i sposoby prowadzenia działu ludoznawczego (nakładem autora; Kraków 1915; wznowienie w formie reprintu: Państwowy Instytut Wydawniczy, Warszawa 2020; opracowanie naukowe Aldona Tołysz; autor wstępu Jerzy M. Roszkowski, ISBN 978-83-81961-46-2);
- Dziennik 1882-1885 (opracowanie Jolanta Żyndul; tłumaczenie na język angielski Małgorzata Matysik; Narodowy Instytut Polskiego Dziedzictwa Kulturowego za Granicą Polonika 2021; seria: "Studia i Materiały - Narodowy Instytut Polskiego Dziedzictwa Kulturowego za Granicą "Polonika"", ISBN 978-83-66172-25-8);
- Dziennik 1882-1886 (wprowadzenie i posłowie Witold Kowalski; redakcja i opracowanie przypisów Zuzanna Dawidowicz; Wydawnictwo Arcana 2021, ISBN 978-83-65350-36-7).

## Upamiętnienie
W 1993 ukazała się książka Agnieszki Ogonowskiej Treść wałków fonograficznych Bronisława Piłsudskiego według odczytu specjalistów japońskich (IIEOS [International Institute of Ethnolinguistic and Oriental Studies], Stęszew 1993; seria: "Monograph Series - International Institute of Ethnolinguistic and Oriental Studies 1230-3283, t. 3).
W 1994 ukazały się publikacje: Alfreda F. Majewicza  Bronisław Piłsudski w Japonii (IIEOS, Stęszew 1994; seria: "Monograph Series (International Institute of Ethnolinguistic and Oriental Studies) 1230-3283", t. 6; ISBN 83-90227-31-2) oraz Małgorzaty Ciesielskiej Bronisław Piłsudski i Futabatei Shimei w świetle korespondencji Bronisława Piłsudskiego do Futabatei Shimei (IIEOS, Stęszew 1994; seria: "Monograph Series (International Institute of Ethnolinguistic and Oriental Studies) 1230-3283, t. 8; ISBN 83-90227-32-0).
W 1995 ukazał się katalog Magdaleny Rotter Fotokolekcje Bronisława Piłsudskiego / A Catalogue of B. Piłsudski's photographs (redakcja naukowa Alfred F. Majewicz; IIEOS, Stęszew 1995; seria: "Monograph Series (International Institute of Ethnolinguistic and Oriental Studies) 1230-3283, t. 9; ISBN 83-90227-33-9).
W 1999 powstał film dokumentalny pt. Piłsudski B., Majewicz A. czyli Ajnowie a spawa polska (scenariusz i realizacja Stefan Szlachtycz).
W serii znaczków „Polacy na świecie” Poczta Polska wydała w 2002 r. znaczek poświęcony Bronisławowi Piłsudskiemu.
Narodowy Bank Polski wprowadził do obiegu monety upamiętniające Bronisława Piłsudskiego: o nominale 10 zł – wykonaną stemplem lustrzanym w srebrze (1 października 2008) oraz o nominale 2 zł – wykonaną stemplem zwykłym w stopie Nordic Gold (29 września 2008). Celem emisji było przypomnienie działalności sławnego polskiego etnografa.
W 2010 powstał dokumentalny film biograficzny o Bronisławie Piłsudskim Orzeł i Chryzantema. Ostatni z rodu(reż. Jacek Wan).
W 2013 w japońskim mieście Shiraoi, na wyspie Hokkaido odsłonięto pomnik etnografa. Monument postawiono w tamtejszym muzeum Ajnów, gdzie w 1903 Piłsudski prowadził badania etnograficzne.
W 2016 ukazała się publikacja "Kochany wujaszku". Listy Bronisława Piłsudskiego do Stanisława Witkiewicza w opracowaniu Antoniego Kuczyńskiego (Muzeum Tatrzańskie im. Dra Tytusa Chałubińskiego - Muzeum Józefa Piłsudskiego, Zakopane-Sulejówek 2016, ISBN 978-83-60982-84-6). W tym samym roku powstał film dokumentalny Bronisław Piłsudski. Zesłaniec, etnograf, bohater (scenariusz i realizacja Waldemar Czechowski).
W 2018 ukazała się książka Jerzego Chociłowskiego Bronisława Piłsudskiego pojedynek z losem (Wydawnictwo Iskry 2018, ISBN 978-83-24405-12-1).
18 października 2018 przy ulicy Topolowej 18 w Krakowie odsłonięto tablicę upamiętniającą Bronisława Piłsudskiego, mieszkającego w tym miejscu w latach 1906-1910. 
Od 18 października 2018 do 20 stycznia 2019 w Muzeum Sztuki i Techniki Japońskiej „Manggha” w Krakowie prezentowano wystawę pt. Ajnowie, górale i Bronisław Piłsudski, której towarzyszyło wydanie katalogu w języku polskim i angielskim Ajnowie, górale i Bronisław Piłsudski / The Ainu, the Górals and Bronisław Piłsudski (ISBN 978-83-62096-74-9).
W Żorach od 2018 znajduje się upamiętniający go pomnik. W tym samym roku w Muzeum Miejskim w Żorach prezentowano wystawę pt. Świat Ajnów. Od Bronisława Piłsudskiego do Shigeru Kayano, której towarzyszyło wydanie wielojęzycznego katalogu Świat Ajnów. Od Bronisława Piłsudskiego do Shigeru Kayano / Buronisuwafu Piusutsuki kara Kayano Shigeru no jidai ni kakete no Ainu no sekai / The world of Ainu. From the time of Bronisław Piłsudski to Shigeru Kayan / ブロニスワフ・ピウスツキから萱野茂の時代にかけてのアイヌの世界 (redakcja Lucjan Buchalik; ISBN 978-83-94829-44-5).
W 2020 ukazała się książka Japonia późnych lat okresu Meiji oczyma Bronisława Piłsudskiego (wybór, tłumaczenie, adaptacja, przypisy i komentarze Alfred F. Majewicz; Wydawnictwo Naukowe Uniwersytetu Mikołaja Kopernika, Toruń 2020, ISBN 978-83-23143-41-3; seria: "Japonica Toruniensia", t. 3).
W 2022 ukazało się polskie tłumaczenie książki Kazuhiko Sawady Opowieść o Bronisławie Piłsudskim. Polak nazwany królem Ajnów (Muzeum Józefa Piłsudskiego w Sulejówku, Sulejówek 2022, ISBN 978-83-6387-25-5).

## Genealogia
| Praprapradziadkowie | Roch Mikołaj Piłsudski (1683–1711) ∞ Małgorzata Pancerzyńska         | książę Piotr Puzyna ∞ NN                                             | Billewicz ∞ NN                                                       | książę Połubiński ∞ NN                                               | hrabia Butler ∞ NN                                                   | NN ∞ NN                                                              | Billewicz ∞ NN                                                       | NN ∞ NN                                                              | Tadeusz Billewicz (zm. 1788) ∞ NN                                  | NN ∞ NN                                                            | Kownacki ∞ NN                                                      | NN ∞ NN                                                            | Wiktor Michałowski ∞ NN                                             | Taraszkiewicz ∞ NN                                                  | hrabia Butler ∞ NN                                                 | Billewicz ∞ NN                                                     |
| Prapradziadkowie    | Kazimierz Ludwik Piłsudski ∞ Rozalia ks. Puzynianka                  | Kazimierz Ludwik Piłsudski ∞ Rozalia ks. Puzynianka                  | Walerian Billewicz ∞ księżniczka Połubińska                          | Walerian Billewicz ∞ księżniczka Połubińska                          | hrabia Butler ∞ NN                                                   | hrabia Butler ∞ NN                                                   | Billewicz ∞ NN                                                       | Billewicz ∞ NN                                                       | Adam Billewicz ∞ NN                                                | Adam Billewicz ∞ NN                                                | Kownacki ∞ NN                                                      | Kownacki ∞ NN                                                      | Joachim Michałowski (1744–1831) ∞ Ludwika Taraszkiewicz (1784–1838) | Joachim Michałowski (1744–1831) ∞ Ludwika Taraszkiewicz (1784–1838) | Wincenty Butler (zm. 1843) ∞ Małgorzata Billewicz                  | Wincenty Butler (zm. 1843) ∞ Małgorzata Billewicz                  |
| Pradziadkowie       | Kazimierz Piłsudski (ok. 1750–ok. 1820) ∞ Anna Billewicz (1761–1867) | Kazimierz Piłsudski (ok. 1750–ok. 1820) ∞ Anna Billewicz (1761–1867) | Kazimierz Piłsudski (ok. 1750–ok. 1820) ∞ Anna Billewicz (1761–1867) | Kazimierz Piłsudski (ok. 1750–ok. 1820) ∞ Anna Billewicz (1761–1867) | Wincenty Butler (zm. 1843) ∞ Małgorzata Billewicz                    | Wincenty Butler (zm. 1843) ∞ Małgorzata Billewicz                    | Wincenty Butler (zm. 1843) ∞ Małgorzata Billewicz                    | Wincenty Butler (zm. 1843) ∞ Małgorzata Billewicz                    | Kacper Wincenty Billewicz ∞ Kownacka                               | Kacper Wincenty Billewicz ∞ Kownacka                               | Kacper Wincenty Billewicz ∞ Kownacka                               | Kacper Wincenty Billewicz ∞ Kownacka                               | Wojciech Michałowski ∞ Elżbieta Butler (zm. 1894)                   | Wojciech Michałowski ∞ Elżbieta Butler (zm. 1894)                   | Wojciech Michałowski ∞ Elżbieta Butler (zm. 1894)                  | Wojciech Michałowski ∞ Elżbieta Butler (zm. 1894)                  |
| Dziadkowie          | Piotr Piłsudski (1795–1851) ∞1832 Teodora Urszula Butler (1811–1886) | Piotr Piłsudski (1795–1851) ∞1832 Teodora Urszula Butler (1811–1886) | Piotr Piłsudski (1795–1851) ∞1832 Teodora Urszula Butler (1811–1886) | Piotr Piłsudski (1795–1851) ∞1832 Teodora Urszula Butler (1811–1886) | Piotr Piłsudski (1795–1851) ∞1832 Teodora Urszula Butler (1811–1886) | Piotr Piłsudski (1795–1851) ∞1832 Teodora Urszula Butler (1811–1886) | Piotr Piłsudski (1795–1851) ∞1832 Teodora Urszula Butler (1811–1886) | Piotr Piłsudski (1795–1851) ∞1832 Teodora Urszula Butler (1811–1886) | Antoni Billewicz ∞ Helena Michałowska                              | Antoni Billewicz ∞ Helena Michałowska                              | Antoni Billewicz ∞ Helena Michałowska                              | Antoni Billewicz ∞ Helena Michałowska                              | Antoni Billewicz ∞ Helena Michałowska                               | Antoni Billewicz ∞ Helena Michałowska                               | Antoni Billewicz ∞ Helena Michałowska                              | Antoni Billewicz ∞ Helena Michałowska                              |
| Rodzice             | Józef Wincenty Piłsudski (1833–1902) ∞ Maria Billewicz (1842–1884)   | Józef Wincenty Piłsudski (1833–1902) ∞ Maria Billewicz (1842–1884)   | Józef Wincenty Piłsudski (1833–1902) ∞ Maria Billewicz (1842–1884)   | Józef Wincenty Piłsudski (1833–1902) ∞ Maria Billewicz (1842–1884)   | Józef Wincenty Piłsudski (1833–1902) ∞ Maria Billewicz (1842–1884)   | Józef Wincenty Piłsudski (1833–1902) ∞ Maria Billewicz (1842–1884)   | Józef Wincenty Piłsudski (1833–1902) ∞ Maria Billewicz (1842–1884)   | Józef Wincenty Piłsudski (1833–1902) ∞ Maria Billewicz (1842–1884)   | Józef Wincenty Piłsudski (1833–1902) ∞ Maria Billewicz (1842–1884) | Józef Wincenty Piłsudski (1833–1902) ∞ Maria Billewicz (1842–1884) | Józef Wincenty Piłsudski (1833–1902) ∞ Maria Billewicz (1842–1884) | Józef Wincenty Piłsudski (1833–1902) ∞ Maria Billewicz (1842–1884) | Józef Wincenty Piłsudski (1833–1902) ∞ Maria Billewicz (1842–1884)  | Józef Wincenty Piłsudski (1833–1902) ∞ Maria Billewicz (1842–1884)  | Józef Wincenty Piłsudski (1833–1902) ∞ Maria Billewicz (1842–1884) | Józef Wincenty Piłsudski (1833–1902) ∞ Maria Billewicz (1842–1884) |

Herb Piłsudski

|                     | Bronisław Piłsudski (1866–1918)                                      |                                                                      |                                                                      |                                                                      |                                                                      |                                                                      |                                                                      |                                                                      |                                                                    |                                                                    |                                                                    |                                                                    |                                                                     |                                                                     |                                                                    |                                                                    |

## Nawiązania w kulturze
Życiorys Bronisława Piłsudskiego jest kanwą wydanej w 2019 roku powieści Pawła Goźlińskiego pt. Akan (ISBN 978-83-26829-16-1).
Na Bronisławie Piłsudskim wzorowana jest postać Benedykta Czerskiego w powieści Zygmunta Miłoszewskiego pt. Kwestia ceny.